# الكنيسة الإنجيلية الألمانية

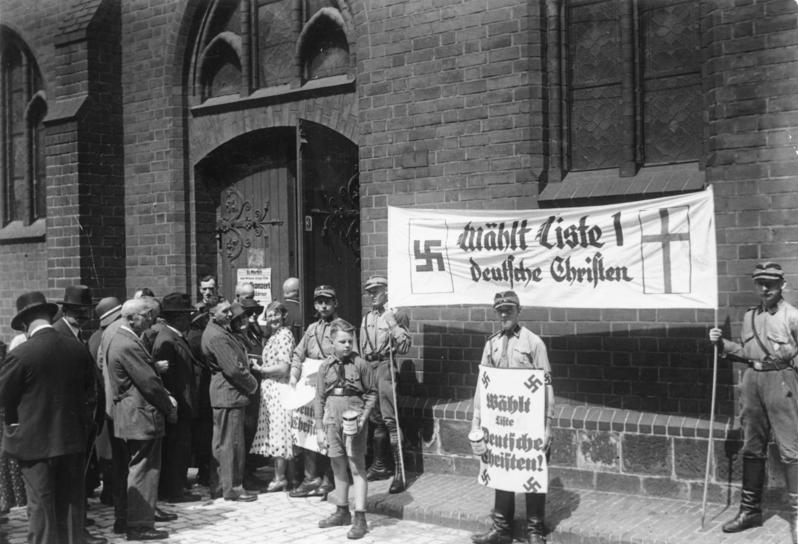
كتيبة العاصفة تحمل دعاية المسيحيون الألمان خلال انتخابات مجلس الكنيسة في 23 يوليو 1933 في كنيسة القديسة ماري، برلين

الكنيسة الإنجيلية الألمانية ( (بالألمانية: Deutsche Evangelische Kirche)‏ كان خليفة لاتحاد الكنيسة الإنجيلية الألمانية من عام 1933 حتى عام 1945.
حصل المسيحيون الألمان، وهي مجموعة ضغط معادية للسامية والعنصرية وكيرشنبارتي،  على قوة كافية من أعضاء مجالس الكنائس لتكون قادرة على تثبيت لودفيغ مولر في مكتب ريشبيشوف في انتخابات الكنيسة عام 1933. تم تغيير اسم اتحاد الكنيسة الإنجيلية الألمانية إلى الكنيسة الإنجيلية الألمانية. في عام 1934، عانت الكنيسة الإنجيلية الألمانية من الخلافات والصراعات الداخلية التي تركت الكنائس الأعضاء إما منفصلة أو أعيد تنظيمها في أبرشيات يقودها المسيحيون الألمان فيما كان من المفترض أن تصبح كنيسة رايخ موحدة وموحدة متوافقة مع الأيديولوجية النازية لكل ألمانيا النازية.
في عام 1935، في أعقاب الخلافات والنضال في الكنيسة، أزالت وزارة شؤون الكنيسة لودفيج مولر وأنشأت لجنة برئاسة فيلهلم زولنر لقيادة الاتحاد. نتيجة لذلك، استعادت الكنيسة الإنجيلية الألمانية دعماً جزئياً حيث انضم بعض أعضاء الكنائس إليها. في عام 1936، شجبت لجنة زولنر المسيحيين الألمان واتجهت بشكل متزايد نحو الكنيسة المعترف بها ومواقعها. في عام 1937، أزاح النازيون لجنة زولنر وأعادوا تثبيت المسيحيين الألمان في مناصب قيادية. في 1937-1945، كانت الكنيسة الإنجيلية الألمانية تحت سيطرة المسيحيين الألمان والوزارة. لم يعد يعتبر خاضعا ل Kirchenkampf (صراع الكنائس) لأدولف هتلر. تم حلها رسميا في عام 1945. وقد خلفتها الكنيسة الإنجيلية في ألمانيا في عام 1948.

## اسم
وكما هو معروف في اللغة الإنجليزية باسم كنيسة الرايخ البروتستانتية ( (بالألمانية: Evangelische Reichskirche)‏ ) والعامية باسم كنيسة الرايخ ( (بالألمانية: Reichskirche)‏ ).

## Reichsbischöfe
- فريدريش فون بوديلشوينغ (1933)
- لودفيج مولر (1933-1945)